# الاغتصاب في السويد

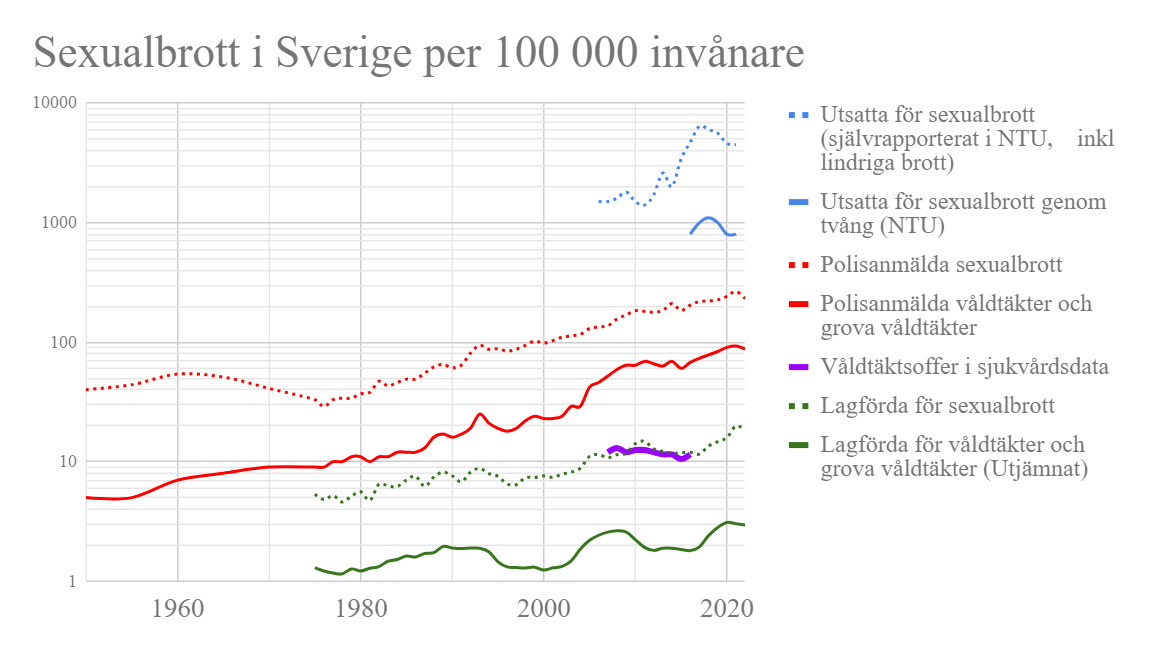

للاغتصاب تعريف قانوني ورد في الفصل السادس من قانون العقوبات السويدي. تاريخياً, عُرف الاغتصاب بأنه قيام شخص أو مجموعة من الأشخاص بممارسة الجماع بالقوة مع المرأة أو الرجل رغماً عنهم دون رضاهم. وخلال السنوات الأخيرة الماضية، أُدخلت عدة تنقيحات خاصة بتعريف الاغتصاب في القانون السويدي, لكي لا يشمل ممارسة الجماع بالقوة فقط ولكن ليشمل الاعتداء الجنسي على شخص ما دون رضاه، لكونه في حال ضعف، مثل حالة الخوف أو فقدان الوعي. في عام 2018, سنت السويد قانوناً جديداً يُجرم ممارسة الجنس كالاغتصاب إذا تم دون رضا, حتى لو تم دون تهديد أو إكراه أو عنف.
في عام 2014, هناك 6.697 حالة اغتصاب أُبلغت بها الشرطة السويدية، أي 69 حالة لكل 100.000 شخص، وفقاً لما ورد عن المجلس القومي السويدي لمكافحة الجريمة، أن هناك تزايد في حالات الاغتصاب بنسبة 11% عن العام السابق. في عام 2015, انخفضت عدد حالات الاغتصاب المبلغ عنها بنسبة 12%, بلغت 5918 حالة (على صعيد آخر، أظهرت الدراسة الاستقصائية السويدية للجريمة في عام 2015 أن 1.7 من مجموع السكان أو 129.000 شخص يتواح أعمارهم بين 16-79 عاماً قد تعرضوا لبعض الجرائم الجنسية من ضمنها الاغتصاب في فترة ما من حياتهم، وزدات النسبة 1% في عام 2014.) في عام 2016, زادت مرة أخرى عدد حالات الاغتصاب المبلغ عنها إلى 6.715 حالة اغتصاب. وقد ظلت عدد أحكام الإدانة ثابنة نسبياً منذ عام 2005, بلغت في المتوسط حوالي 190 حكم إدانة لكل عام. ووصل إجمالي عدد حالات الاغتصاب والاغتصاب المشدد في السويد في عام 2015 إلى 176 حالة. وإجمالي عدد الإدانات للجرائم الجنسية من بينها الاغتصاب والجرائم الأقل خطورة مثل شراء الخدمات الجنسية إلى 1160 إدانة.[بحاجة لمصدر]
في أغسطس 2018, ذكر التلفزيون السويدي أن إحصائيات الاغتصاب في السويد أظهرت أن 58% من الرجال الذين أدينوا بالاغتصاب أو بمحاولة الاغتصاب خلال السنوات الخمس الماضية ولدوا خارج الاتحاد الأوروبي: هم من الجنوب أفريقيين، الشمال أفريقيين، العرب، الشرق الأوسطيين, والأفغان. أفاد التلفزيون السويدي في تحقيق صحفي أن في الحالات التي لم تعرف فيها الضحايا الجناه، كانت نسبة مرتكبي الجرائم الجنسية من الأجانب هي أكثر من 80%. ازدادت عدد حالات الاغتصاب التي تم إبلاغ السلطات عنها بشكل ملحوظ بنسبة 10% في عام 2017, طبقاً للأرقام الأولية التي أصدرها المجلس القومي السويدي لمكافحة الجريمة. بلغت أعداد حالات الاغتصاب التي تم الإبلاغ عنها 73 حالة لكل 100.000 مواطن خلال عام 2017, أي أنها ارتفعت بنسبة 24% خلال العقد الماضي. أظهرت الأرقام الرسمية أن حالات الجرائم الجنسية في تزايد؛ صرحت الحكومة السويدية أن النساء الشابات يواجهن مخاطر كبيرة وأن معظم الحالات لا يتم الإبلاغ عنها.

## اقرأ أيضاً
- لوم الضحية